# Carrer d'en Comas (Alella)
El Carrer d'en Comas és una via pública d'Alella (Maresme) protegida com a Bé Cultural d'Interès Local.

## Descripció
El carrer Comas està situat entre el nucli antic i la riera Coma Fosca, i té continuïtat cap el camí de Tiana. Té una amplada variable entre els 2,30 m als 5,30 m, degut al traçat irregular de la façana inferior. En aquesta hi trobem la nau de la Companyia de Vins, darrere de la masia de Can Bragulat, i un pati. És la façana superior la que dona realment caràcter i unitat al conjunt. Aquesta està formada per cases de cos de crugies entre els 4,50 m i els 9 m, amb dues masies de major façana situades als extrems del carrer. Predomina l'alçada de planta baixa i pis, amb alguna excepció de tres alçades. Les característiques comunes de les façanes són: planor, eixos verticals de composició, obertures petites de proporcions verticals, balcons de ferro a la planta pis i acabades amb arrebossats pintats. El paviment del carrer és de llambordins, amb recollida d'aigües continua al costat sud del tram oest -de menor amplada- i en posició central al tram est -de major amplada- tot separant la zona de circulació de la zona d'aparcament, que es combina amb arbrat i algun element de mobiliari urbà. La il·luminació es realitza mitjançant lluminàries clàssiques a un sol costat, adossades a les façanes del costat nord del carrer. Primer creixement del nucli urbà el segle xix, entre la Riera Coma Fosca i la plaça de l'església, a l'oest del nucli antic d'Alella.

## Història
És conegut també com el "carrer de la Caniceria". Fruit de l'eixamplament de la Sagrera cap al sector de la riera Coma Fosca. La part dreta d'aquest carrer, fins arriba a la riera esmentada, formava part de la gleva o hort de la casa feudl d'Alella, coneguda ara com les Quatre Torres. Sembla que fou cap al segle xvii quan es parcel·là el carrer, de forma gairebé simultània a les rieres.